# Нуаре, Людвиг
Людвиг Нуаре (нем. Ludwig Noiré; 26 марта 1829, Альцай — 27 марта 1889, Майнц) — немецкий философ

, педагог и писатель

; известен своими исследованиями в области философии языка.

## Биография
Людвиг Нуаре родился 26 марта 1829 года в городе Альцай. Учился в Гисенском университете, где стал членом студенческого братства «Allemannia Gießen».
По окончании университета Л. Нуаре работал преподавателем в средней школе в Майнце. 
Нуаре издал ряд философских сочинений с обоснованием монизма — философского воззрения, согласно которому разнообразие объектов в конечном счёте сводится к единому началу или субстанции. Один из крупнейших идеологов социализма Александр Александрович Богданов никогда не скрывал, что некоторые из озвученных им идей он заимствовал у Нуаре.
Людвиг Нуаре умер 27 марта 1889 года в городе Майнце.